# UEFA Women’s Champions League 2019/20

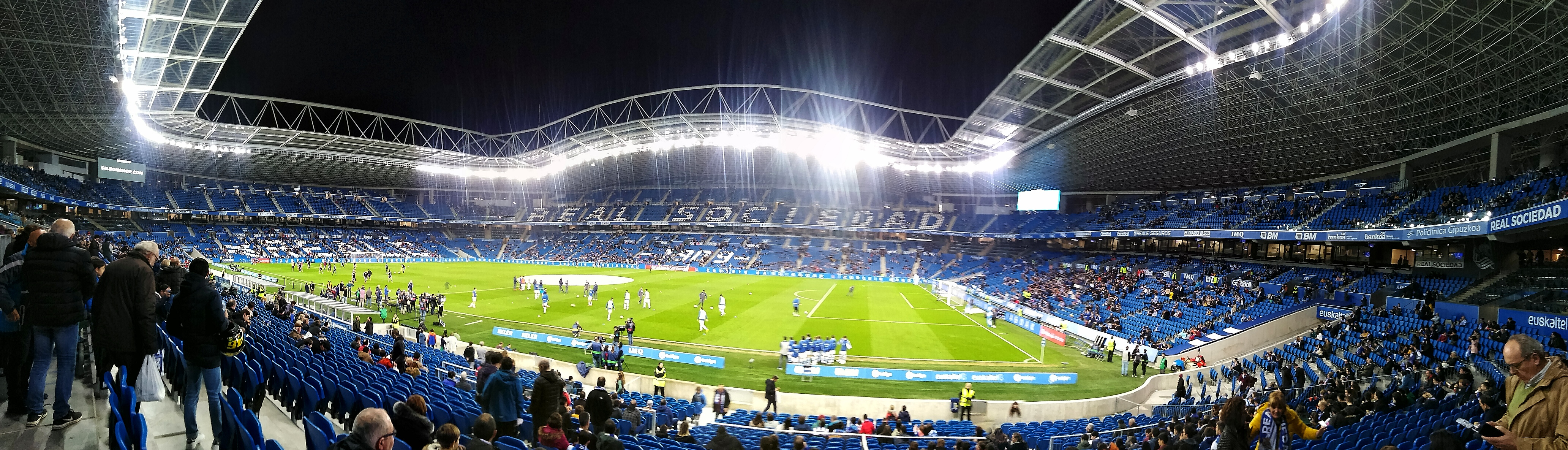
Das Estadio Anoeta in San Sebastián war Austragungsort des Endspiels

Die UEFA Women’s Champions League 2019/20 war die 19. Ausspielung des europäischen Meisterwettbewerbs für Frauenfußballvereine und die elfte unter dieser Bezeichnung. 62 Mannschaften aus 50 Ländern spielten um den Titel. Der Wettbewerb begann mit den ersten Spielen der Qualifikationsrunde am 7. August 2019 und sollte mit dem Finale am 24. Mai 2020 enden, für dessen Austragung der Viola Park in Wien vorgesehen war.
Aufgrund der COVID-19-Pandemie wurden Mitte März zunächst die Viertelfinalspiele, wenige Tage später auch Halbfinale und Endspiel auf unbestimmte Zeit verschoben.
Am 17. Juni 2020 wurde der Modus für die letzten drei Runden bekannt gegeben:
Demnach fand das Viertelfinale am 21. und 22. August, das Halbfinale am 25. und 26. August und das Finale am 30. August statt, jeweils in nur einer Partie. Die Austragungsorte des Finalturniers sind die spanischen Städte San Sebastián mit dem Estadio Anoeta und Bilbao mit dem San Mamés. Das Endspiel wurde im Estadio Anoeta ausgetragen.
Titelverteidigerinnen waren die Frauen von Olympique Lyon, die den Titel auch in der 19. Austragung des Wettbewerbs gewannen und damit zum fünften Mal in Folge und zum siebten Mal insgesamt europäischer Meister wurden.

## Mannschaften
An der UEFA Women’s Champions League 2019/20 nahmen 62 Vereine aus 50 Nationen teil. Dazu gehörten die Meister und Vizemeister der zwölf stärksten Nationen sowie die Landesmeister von weiteren UEFA-Mitgliedern. Für die Ermittlung der stärksten zwölf Landesverbände wurde die UEFA-Fünfjahreswertung herangezogen. Die Landesmeister der zwölf stärksten Verbände – einschließlich des Titelverteidigers – sowie die Vizemeister der acht stärksten Landesverbände erhielten ein Freilos und griffen erst im Sechzehntelfinale in den Wettbewerb ein. Die restlichen Landesmeister sowie die restlichen vier Vizemeister mussten zunächst an einer Qualifikationsrunde teilnehmen.

## Modus
Zunächst spielten die Vereine aus den am schlechtesten platzierten Verbänden in einer Qualifikationsrunde die Teilnehmer für die Hauptrunde aus, in der 22 weitere Vereine hinzukamen. Die Partien der Hauptrunde bis einschließlich des Halbfinales wurden in Hin- und Rückspielen ausgetragen. Die Mannschaft, die in beiden Spielen mehr Tore erzielte, zog in die nächste Runde ein. Erzielten beide Mannschaften gleich viele Tore, entschied die Anzahl der Auswärtstore. War auch die Anzahl der Auswärtstore gleich, wurde das Rückspiel verlängert. Erzielten beide Mannschaften in der Verlängerung gleich viele Tore, gewann die Auswärtsmannschaft aufgrund der mehr erzielten Auswärtstore. Wurden keine Tore erzielt, wurde die Begegnung im Elfmeterschießen entschieden. Das Finale wurde in einem Spiel entschieden. Bei einem Unentschieden folgte zunächst eine Verlängerung und dann ggf. ein Elfmeterschießen.

## Terminplan

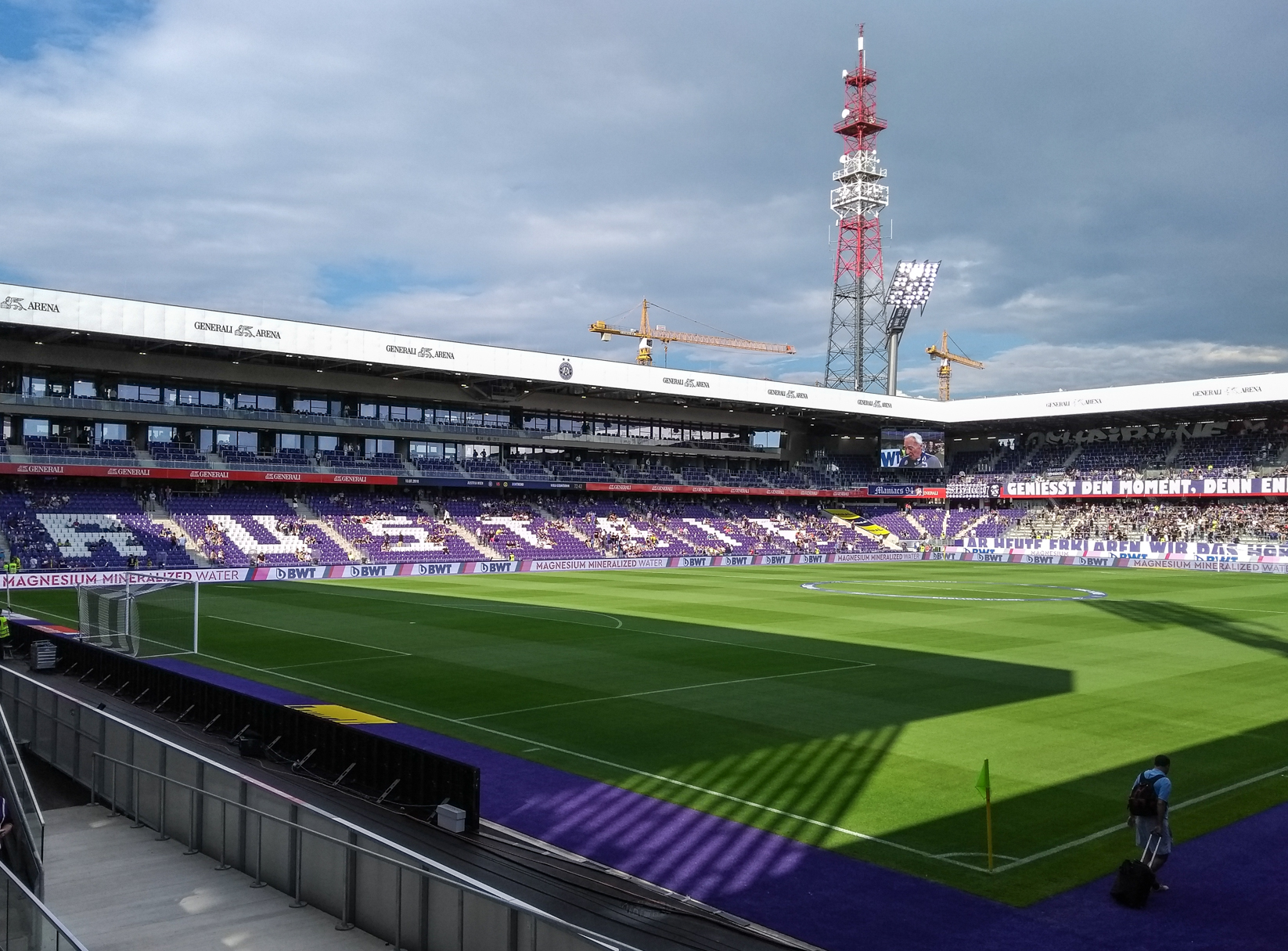
Viola Park Wien, ursprünglich geplanter Austragungsort für das Finale

Der Terminplan der UEFA sah ursprünglich folgende Daten zum Ablauf der UEFA Women’s Champions League 2019/20 vor:
| Runde                 | Auslosung          | Hinspiel               | Rückspiel              |
| --------------------- | ------------------ | ---------------------- | ---------------------- |
| Qualifikationsturnier | 21. Juni 2019      | 7.–13. August 2019     | 7.–13. August 2019     |
| Sechzehntelfinale     | 16. August 2019    | 11./12. September 2019 | 25./26. September 2019 |
| Achtelfinale          | 30. September 2019 | 16./17. Oktober 2019   | 30./31. Oktober 2019   |
| Viertelfinale         | 8. November 2019   | 24./25. März 2020      | 1./2. April 2020       |
| Halbfinale            | 8. November 2019   | 25./26. April 2020     | 2./3. Mai 2020         |
| Finale                | 8. November 2019   | 24. Mai 2020           | 24. Mai 2020           |

## Qualifikation
Die zehn Miniturniere fanden vom 7. bis zum 13. August 2019 statt. Dazu wurden in einem Losverfahren die beteiligten Mannschaften in zehn Gruppen à vier Mannschaften aufgeteilt. Jede Gruppe trug ihr Miniturnier in einem anderen Land aus. Die Gruppensieger qualifizierten sich für das Sechzehntelfinale, in dem die restlichen Mannschaften eingriffen. Zum ersten Mal überstanden Mannschaften aus dem Kosovo und Albanien diese Runde.

### Gruppe 1
Turnier in Bosnien und Herzegowina
| Pl. | Verein               | Sp. | S | U | N | Tore    | Diff. | Punkte |
| --- | -------------------- | --- | - | - | - | ------- | ----- | ------ |
| 1.  | Breiðablik Kópavogur | 3   | 3 | 0 | 0 | 018:200 | +16   | 09     |
| 2.  | SFK 2000 Sarajevo    | 3   | 2 | 0 | 1 | 007:300 | +4    | 06     |
| 3.  | ASA Tel-Aviv FC      | 3   | 1 | 0 | 2 | 008:500 | +3    | 03     |
| 4.  | ŽFK Dragon 2014      | 3   | 0 | 0 | 3 | 000:230 | −23   | 0      |

| 7. August 2019       |       |                      |
| ASA Tel-Aviv FC      | 1:4   | Breiðablik Kópavogur |
| SFK 2000 Sarajevo    | 5:0   | ŽFK Dragon 2014      |
| 10. August 2019      |       |                      |
| Breiðablik Kópavogur | 11:00 | ŽFK Dragon 2014      |
| SFK 2000 Sarajevo    | 1:0   | ASA Tel-Aviv FC      |
| 13. August 2019      |       |                      |
| Breiðablik Kópavogur | 3:1   | SFK 2000 Sarajevo    |
| ŽFK Dragon 2014      | 0:7   | ASA Tel-Aviv FC      |

### Gruppe 2
Turnier in Montenegro
| Pl. | Verein              | Sp. | S | U | N | Tore    | Diff. | Punkte |
| --- | ------------------- | --- | - | - | - | ------- | ----- | ------ |
| 1.  | KF Trepça Mitrovica | 3   | 3 | 0 | 0 | 005:100 | +4    | 09     |
| 2.  | ŽFK Breznica        | 3   | 1 | 1 | 1 | 007:700 | ±0    | 04     |
| 3.  | FCU Olimpia Cluj    | 3   | 1 | 0 | 2 | 006:700 | −1    | 03     |
| 4.  | FC NSA Sofia        | 3   | 0 | 1 | 2 | 006:900 | −3    | 01     |

| 7. August 2019      |     |                     |
| FCU Olimpia Cluj    | 1:2 | KF Trepça Mitrovica |
| ŽFK Breznica        | 4:4 | FC NSA Sofia        |
| 10. August 2019     |     |                     |
| FC NSA Sofia        | 0:2 | KF Trepça Mitrovica |
| FCU Olimpia Cluj    | 2:3 | ŽFK Breznica        |
| 13. August 2019     |     |                     |
| FC NSA Sofia        | 2:3 | FCU Olimpia Cluj    |
| KF Trepça Mitrovica | 1:0 | ŽFK Breznica        |

### Gruppe 3
Turnier in Slowenien
| Pl. | Verein                          | Sp. | S | U | N | Tore    | Diff. | Punkte |
| --- | ------------------------------- | --- | - | - | - | ------- | ----- | ------ |
| 1.  | Hibernian LFC                   | 3   | 3 | 0 | 0 | 007:200 | +5    | 09     |
| 2.  | Cardiff Metropolitan University | 3   | 2 | 0 | 1 | 007:300 | +4    | 06     |
| 3.  | ŽNK Pomurje Beltinci            | 3   | 1 | 0 | 2 | 005:300 | +2    | 03     |
| 4.  | FC Nike Tiflis                  | 3   | 0 | 0 | 3 | 001:120 | −11   | 0      |

| 7. August 2019                  |     |                                 |
| Hibernian LFC                   | 3:0 | FC Nike Tiflis                  |
| Cardiff Metropolitan University | 1:0 | ŽNK Pomurje Beltinci            |
| 10. August 2019                 |     |                                 |
| Hibernian LFC                   | 2:1 | Cardiff Metropolitan University |
| ŽNK Pomurje Beltinci            | 4:0 | FC Nike Tiflis                  |
| 13. August 2019                 |     |                                 |
| ŽNK Pomurje Beltinci            | 1:2 | Hibernian LFC                   |
| FC Nike Tiflis                  | 1:5 | Cardiff Metropolitan University |

### Gruppe 4
Turnier in der Ukraine
| Pl. | Verein               | Sp. | S | U | N | Tore    | Diff. | Punkte |
| --- | -------------------- | --- | - | - | - | ------- | ----- | ------ |
| 1.  | FK Minsk             | 3   | 3 | 0 | 0 | 016:100 | +15   | 09     |
| 2.  | Schytlobud-1 Charkiw | 3   | 2 | 0 | 1 | 009:400 | +5    | 06     |
| 3.  | ŽNK Split            | 3   | 1 | 0 | 2 | 010:700 | +3    | 03     |
| 4.  | Sporting Bettemburg  | 3   | 0 | 0 | 3 | 002:250 | −23   | 0      |

| 7. August 2019       |       |                      |
| FK Minsk             | 12:00 | SC Bettembourg       |
| ŽNK Split            | 2:3   | Schytlobud-1 Charkiw |
| 10. August 2019      |       |                      |
| FK Minsk             | 2:1   | ŽNK Split            |
| Schytlobud-1 Charkiw | 6:0   | SC Bettembourg       |
| 13. August 2019      |       |                      |
| Schytlobud-1 Charkiw | 0:2   | FK Minsk             |
| SC Bettembourg       | 2:7   | ŽNK Split            |

### Gruppe 5
Turnier in der Slowakei
| Pl. | Verein                 | Sp. | S | U | N | Tore    | Diff. | Punkte |
| --- | ---------------------- | --- | - | - | - | ------- | ----- | ------ |
| 1.  | FK Spartak Subotica    | 3   | 2 | 1 | 0 | 021:200 | +19   | 07     |
| 2.  | Ferencváros Budapest   | 3   | 2 | 1 | 0 | 007:300 | +4    | 07     |
| 3.  | ŠK Slovan Bratislava   | 3   | 1 | 0 | 2 | 002:100 | −8    | 03     |
| 4.  | Agarista-ȘS Anenii Noi | 3   | 0 | 0 | 3 | 000:150 | −15   | 0      |

| 7. August 2019         |       |                        |
| FK Spartak Subotica    | 12:00 | Agarista-ȘS Anenii Noi |
| ŠK Slovan Bratislava   | 1:3   | Ferencváros Budapest   |
| 10. August 2019        |       |                        |
| Ferencváros Budapest   | 2:0   | Agarista-ȘS Anenii Noi |
| FK Spartak Subotica    | 7:0   | ŠK Slovan Bratislava   |
| 13. August 2019        |       |                        |
| Ferencváros Budapest   | 2:2   | FK Spartak Subotica    |
| Agarista-ȘS Anenii Noi | 0:1   | ŠK Slovan Bratislava   |

### Gruppe 6
Turnier in Estland
| Pl. | Verein            | Sp. | S | U | N | Tore    | Diff. | Punkte |
| --- | ----------------- | --- | - | - | - | ------- | ----- | ------ |
| 1.  | BIIK Kazygurt     | 3   | 3 | 0 | 0 | 015:100 | +14   | 09     |
| 2.  | PK-35 Vantaa      | 3   | 2 | 0 | 1 | 009:600 | +3    | 06     |
| 3.  | FC Flora Tallinn  | 3   | 1 | 0 | 2 | 004:500 | −1    | 03     |
| 4.  | EB/Streymur/Skála | 3   | 0 | 0 | 3 | 000:160 | −16   | 0      |

| 7. August 2019    |     |                   |
| BIIK Kazygurt     | 9:0 | EB/Streymur/Skála |
| FC Flora Tallinn  | 2:3 | PK-35 Vantaa      |
| 10. August 2019   |     |                   |
| PK-35 Vantaa      | 5:0 | EB/Streymur/Skála |
| BIIK Kazygurt     | 2:0 | FC Flora Tallinn  |
| 13. August 2019   |     |                   |
| PK-35 Vantaa      | 1:4 | BIIK Kazygurt     |
| EB/Streymur/Skála | 0:2 | FC Flora Tallinn  |

### Gruppe 7
Turnier in Lettland
| Pl. | Verein           | Sp. | S | U | N | Tore    | Diff. | Punkte |
| --- | ---------------- | --- | - | - | - | ------- | ----- | ------ |
| 1.  | Sporting Braga   | 3   | 3 | 0 | 0 | 011:000 | +11   | 09     |
| 2.  | Apollon Limassol | 3   | 2 | 0 | 1 | 017:300 | +14   | 06     |
| 3.  | SK Sturm Graz    | 3   | 1 | 0 | 2 | 006:900 | −3    | 03     |
| 4.  | FK RFS           | 3   | 0 | 0 | 3 | 000:220 | −22   | 0      |

| 7. August 2019   |      |                  |
| Sporting Braga   | 2:0  | SK Sturm Graz    |
| Apollon Limassol | 10:0 | FK RFS           |
| 10. August 2019  |      |                  |
| SK Sturm Graz    | 4:0  | FK RFS           |
| Apollon Limassol | 0:1  | Sporting Braga   |
| 13. August 2019  |      |                  |
| SK Sturm Graz    | 2:7  | Apollon Limassol |
| FK RFS           | 0:8  | Sporting Braga   |

### Gruppe 8
Turnier in Belgien
| Pl. | Verein                | Sp. | S | U | N | Tore    | Diff. | Punkte |
| --- | --------------------- | --- | - | - | - | ------- | ----- | ------ |
| 1.  | RSC Anderlecht        | 3   | 3 | 0 | 0 | 011:300 | +8    | 09     |
| 2.  | Lillestrøm SK Kvinner | 3   | 2 | 0 | 1 | 007:300 | +4    | 06     |
| 3.  | Linfield FC           | 3   | 1 | 0 | 2 | 004:900 | −5    | 03     |
| 4.  | PAOK Thessaloniki     | 3   | 0 | 0 | 3 | 002:900 | −7    | 0      |

| 7. August 2019        |     |                       |
| Lillestrøm SK Kvinner | 4:0 | Linfield FC           |
| RSC Anderlecht        | 5:0 | PAOK Thessaloniki     |
| 10. August 2019       |     |                       |
| Lillestrøm SK Kvinner | 2:3 | RSC Anderlecht        |
| PAOK Thessaloniki     | 2:3 | Linfield FC           |
| 13. August 2019       |     |                       |
| PAOK Thessaloniki     | 0:1 | Lillestrøm SK Kvinner |
| Linfield FC           | 1:3 | RSC Anderlecht        |

### Gruppe 9
Turnier in den Niederlanden
| Pl. | Verein                | Sp. | S | U | N | Tore    | Diff. | Punkte |
| --- | --------------------- | --- | - | - | - | ------- | ----- | ------ |
| 1.  | FC Twente Enschede    | 3   | 2 | 1 | 0 | 012:200 | +10   | 07     |
| 2.  | Beşiktaş Istanbul     | 3   | 1 | 2 | 0 | 006:300 | +3    | 05     |
| 3.  | Górnik Łęczna         | 3   | 1 | 1 | 1 | 014:300 | +11   | 04     |
| 4.  | FC Alaschkert Martuni | 3   | 0 | 0 | 3 | 000:240 | −24   | 0      |

| 7. August 2019        |      |                       |
| FC Twente Enschede    | 8:0  | FC Alaschkert Martuni |
| Beşiktaş Istanbul     | 1:1  | Górnik Łęczna         |
| 10. August 2019       |      |                       |
| FC Twente Enschede    | 2:2  | Beşiktaş Istanbul     |
| Górnik Łęczna         | 13:0 | FC Alaschkert Martuni |
| 13. August 2019       |      |                       |
| Górnik Łęczna         | 0:2  | FC Twente Enschede    |
| FC Alaschkert Martuni | 0:3  | Beşiktaş Istanbul     |

### Gruppe 10
Turnier in Litauen
| Pl. | Verein               | Sp. | S | U | N | Tore    | Diff. | Punkte |
| --- | -------------------- | --- | - | - | - | ------- | ----- | ------ |
| 1.  | KS Vllaznia Shkodra  | 3   | 2 | 1 | 0 | 005:200 | +3    | 07     |
| 2.  | Wexford Youths       | 3   | 2 | 0 | 1 | 010:600 | +4    | 06     |
| 3.  | Gintra Universitetas | 3   | 1 | 1 | 1 | 003:300 | ±0    | 04     |
| 4.  | FC Birkirkara        | 3   | 0 | 0 | 3 | 002:900 | −7    | 0      |

| 7. August 2019       |     |                      |
| Wexford Youths       | 1:3 | KS Vllaznia Shkodra  |
| Gintra Universitetas | 1:0 | FC Birkirkara        |
| 10. August 2019      |     |                      |
| KS Vllaznia Shkodra  | 1:0 | FC Birkirkara        |
| Gintra Universitetas | 1:2 | Wexford Youths       |
| 13. August 2019      |     |                      |
| KS Vllaznia Shkodra  | 1:1 | Gintra Universitetas |
| FC Birkirkara        | 2:7 | Wexford Youths       |

## Finalrunde

### Sechzehntelfinale
Die zehn Gruppensieger der Qualifikation stießen hier zu den 22 direkt qualifizierten Mannschaften, darunter auch der Titelverteidiger. Die Auslosung der Spielpaarungen erfolgte am 16. August 2019 in Nyon. Für die Auslosung wurden die 32 Mannschaften gemäß ihrem Klub-Koeffizienten in zwei Lostöpfe eingeteilt, Mannschaften aus Topf eins hatten im Rückspiel Heimrecht. Weiterhin galt, dass in dieser Runde keine Mannschaften desselben nationalen Verbandes gegeneinander gelost werden durften.
Die Hinspiele wurden am 11./12. September, die Rückspiele am 25./26. September 2019 ausgetragen.
|                         | Gesamt    |                     | Hinspiel | Rückspiel |
| ----------------------- | --------- | ------------------- | -------- | --------- |
| Piteå IF                | 1:2       | Brøndby IF          | 0:1      | 1:1       |
| Tschertanowo Moskau     | 1:5       | Glasgow City FC     | 0:1      | 1:4       |
| KF Trepça Mitrovica     | 00:15     | VfL Wolfsburg       | 00:10    | 0:5       |
| SKN St. Pölten          | 4:5       | FC Twente Enschede  | 2:4      | 2:1       |
| FCF Rapid Lugano        | 01:11     | Manchester City     | 1:7      | 0:4       |
| FK Spartak Subotica     | 3:4       | Atlético Madrid     | 2:3      | 1:1       |
| Juventus Turin          | 1:4       | FC Barcelona        | 0:2      | 1:2       |
| FK Minsk                | 4:1       | FC Zürich Frauen    | 1:0      | 3:1       |
| Hibernian LFC           | 2:9       | Slavia Prag         | 1:4      | 1:5       |
| AC Florenz              | 0:6       | Arsenal Women FC    | 0:4      | 0:2       |
| Breiðablik Kópavogur    | 4:2       | Sparta Prag         | 3:2      | 1:0 }     |
| Sporting Braga          | 0:7       | Paris Saint-Germain | 0:7      | 0:0       |
| KS Vllaznia Shkodra     | 0:3       | Fortuna Hjørring    | 0:1      | 0:2       |
| Rjasan WDW              | 00:16     | Olympique Lyon      | 0:9      | 0:7       |
| RSC Anderlecht          | 1:3       | BIIK Kazygurt       | 1:1      | 0:2       |
| Kopparbergs/Göteborg FC | (a)2:2(a) | FC Bayern München   | 1:2      | 1:0       |

### Achtelfinale
Bei der Auslosung am 30. September 2019 galt, dass auch in dieser Runde keine Mannschaften desselben nationalen Verbandes gegeneinander gelost werden durften.
Die Hinspiele wurden am 16./17. Oktober, die Rückspiele am 30./31. Oktober 2019 ausgetragen.
|                      | Gesamt          |                     | Hinspiel | Rückspiel |
| -------------------- | --------------- | ------------------- | -------- | --------- |
| Brøndby IF           | 2:2 (1:3 i. E.) | Glasgow City FC     | 0:2      | 2:0 n. V. |
| VfL Wolfsburg        | 7:0             | FC Twente Enschede  | 6:0      | 1:0       |
| Manchester City      | 2:3             | Atlético Madrid     | 1:1      | 1:2       |
| FC Barcelona         | 8:1             | FK Minsk            | 5:0      | 3:1       |
| Slavia Prag          | 02:13           | Arsenal Women FC    | 2:5      | 0:8       |
| Breiðablik Kópavogur | 1:7             | Paris Saint-Germain | 0:4      | 1:3       |
| Fortuna Hjørring     | 00:11           | Olympique Lyon      | 0:4      | 0:7       |
| BIIK Kazygurt        | 0:7             | FC Bayern München   | 0:5      | 0:2       |

### Finalturnier

#### Viertelfinale
Die Auslosung der Viertel- und Halbfinalpaarungen erfolgte am 8. November 2019; irgendwelche Einschränkungen wie bei den vorangehenden beiden Runden gab es dabei nicht mehr. Die Runde der letzten acht Teams war für 24./25. März und 1./2. April 2020 vorgesehen. Aufgrund der COVID-19-Pandemie wurden die Spiele verschoben. Sie fanden schließlich am 21. und 22. August 2020 statt, die Sieger wurden in jeweils einer Partie auf neutralem Platz in den spanischen Städten Bilbao (San Mamés) beziehungsweise San Sebastián (Estadio Anoeta) ermittelt. Die Spiele 1 und 3 fanden am 21., die beiden anderen am 22. August jeweils gleichzeitig statt. Beim Finalturnier durften jeweils bis zu fünf Auswechslungen pro Mannschaft vorgenommen werden. Im Gegensatz zum Wettbewerb der Männer durften Spielerinnen, die während der coronabedingten Pause gewechselt waren, schon von ihren neuen Vereinen eingesetzt werden.
|                  | Ergebnis |                     |
| ---------------- | -------- | ------------------- |
| Glasgow City FC  | 1:9      | VfL Wolfsburg       |
| Atlético Madrid  | 0:1      | FC Barcelona        |
| Arsenal Women FC | 1:2      | Paris Saint-Germain |
| Olympique Lyon   | 2:1      | FC Bayern München   |

#### Halbfinale
Halbfinale 2 fand am 25. in San Sebastián, Halbfinale 1 am 26. August 2020 in Bilbao statt.
|                     | Ergebnis |                |
| ------------------- | -------- | -------------- |
| VfL Wolfsburg       | 1:0      | FC Barcelona   |
| Paris Saint-Germain | 0:1      | Olympique Lyon |

#### Finale
| VfL Wolfsburg                                     | VfL Wolfsburg | Olympique Lyon | Olympique Lyon |
| ------------------------------------------------- | --- | --- | -------------- |
| VfL Wolfsburg                                     | \| 30. August 2020 in San Sebastián (Estadio Anoeta) \| \| Ergebnis: 1:3 (0:2) \| \| Zuschauer: unter Ausschluss der Öffentlichkeit \| \| Schiedsrichterin: Esther Staubli ( Schweiz) 1 \| \| Spielbericht \|                                                                                                | \| 30. August 2020 in San Sebastián (Estadio Anoeta) \| \| Ergebnis: 1:3 (0:2) \| \| Zuschauer: unter Ausschluss der Öffentlichkeit \| \| Schiedsrichterin: Esther Staubli ( Schweiz) 1 \| \| Spielbericht \| | Olympique Lyon |
| VfL Wolfsburg                                     | Friederike Abt – Anna Blässe (78. Pauline Bremer), Lena Goeßling, Dominique Bloodworth-Janssen, Sara Doorsoun (39. Kathrin Hendrich) – Svenja Huth (62. Pia-Sophie Wolter), Ingrid Syrstad Engen, Alexandra Popp, Fridolina Rolfö, Ewa Pajor (62. Lena Oberdorf), Pernille Harder Cheftrainer: Stephan Lerch | Sarah Bouhaddi – Lucy Bronze, Kadeisha Buchanan, Wendie Renard , Sakina Karchaoui – Sara Björk Gunnarsdóttir, Saki Kumagai – Delphine Cascarino (86. Shanice van de Sanden), Dzsenifer Marozsán (86. Jodie Taylor), Amel Majri (90.+3 Melvine Malard) – Eugénie Le Sommer (90.+3 Alex Greenwood) Cheftrainer: Jean-Luc Vasseur | Olympique Lyon |
| VfL Wolfsburg                                     | 1:2 Alexandra Popp (58.) | 0:1 Eugénie Le Sommer (25.) 0:2 Saki Kumagai (44.) 1:3 Sara Björk Gunnarsdóttir (88.) | Olympique Lyon |
| VfL Wolfsburg                                     | Svenja Huth (14.) | Dzsenifer Marozsán (40.) | Olympique Lyon |
| 30. August 2020 in San Sebastián (Estadio Anoeta) | | |                |
| Ergebnis: 1:3 (0:2)                               | | |                |
| Zuschauer: unter Ausschluss der Öffentlichkeit    | | |                |
| Schiedsrichterin: Esther Staubli ( Schweiz) 1     | | |                |
| Spielbericht                                      | | |                |

## Beste Torschützinnen
Nachfolgend sind die besten Torschützinnen dieser Champions-League-Saison (einschließlich Qualifikation) aufgeführt. Die Sortierung erfolgt nach Anzahl ihrer Treffer und bei gleicher Toranzahl alphabetisch.
— bedeutet, dass die jeweilige Spielerin in der entsprechenden Wettbewerbsphase nicht vertreten war.
| Rang | Spielerin                     | Klub                 | Tore          | Tore       | Tore   |
| Rang | Spielerin                     | Klub                 | Qualifikation | Finalrunde | Gesamt |
| ---- | ----------------------------- | -------------------- | ------------- | ---------- | ------ |
| 1    | Vivianne Miedema              | Arsenal Women FC     | —             | 10         | 10     |
| 2    | Emueje Ogbiagbevha            | FK Minsk             | 6             | 4          | 10     |
|      | Berglind Björg Þorvaldsdóttir | Breiðablik Kópavogur | 6             | 4          | 10     |
| 4    | Pernille Harder               | VfL Wolfsburg        | —             | 9          | 9      |
|      | Ada Hegerberg                 | Olympique Lyon       | —             | 9          | 9      |
| 6    | Fenna Kalma                   | FC Twente Enschede   | 5             | 4          | 9      |
| 7    | Janine Beckie                 | Manchester City WFC  | —             | 5          | 5      |
|      | Marie-Antoinette Katoto       | Paris Saint-Germain  | —             | 5          | 5      |
|      | Tereza Kožárová               | Slavia Prag          | —             | 5          | 5      |
|      | Eugénie Le Sommer             | Olympique Lyon       | —             | 5          | 5      |
|      | Wendie Renard                 | Olympique Lyon       | —             | 5          | 5      |
| 12   | Tijana Filipović              | FK Spartak Subotica  | 5             | —          | 5      |
|      | Krystyna Freda                | Apollon Limassol     | 5             | —          | 5      |
|      | Gulnara Gabelia               | BIIK Kazygurt        | 5             | —          | 5      |
|      | Rio Hardy                     | Apollon Limassol     | 5             | —          | 5      |
|      | Welina Koschulewa             | FC NSA Sofia         | 5             | —          | 5      |

Stand: 30. August 2020